# Grunde Almeland

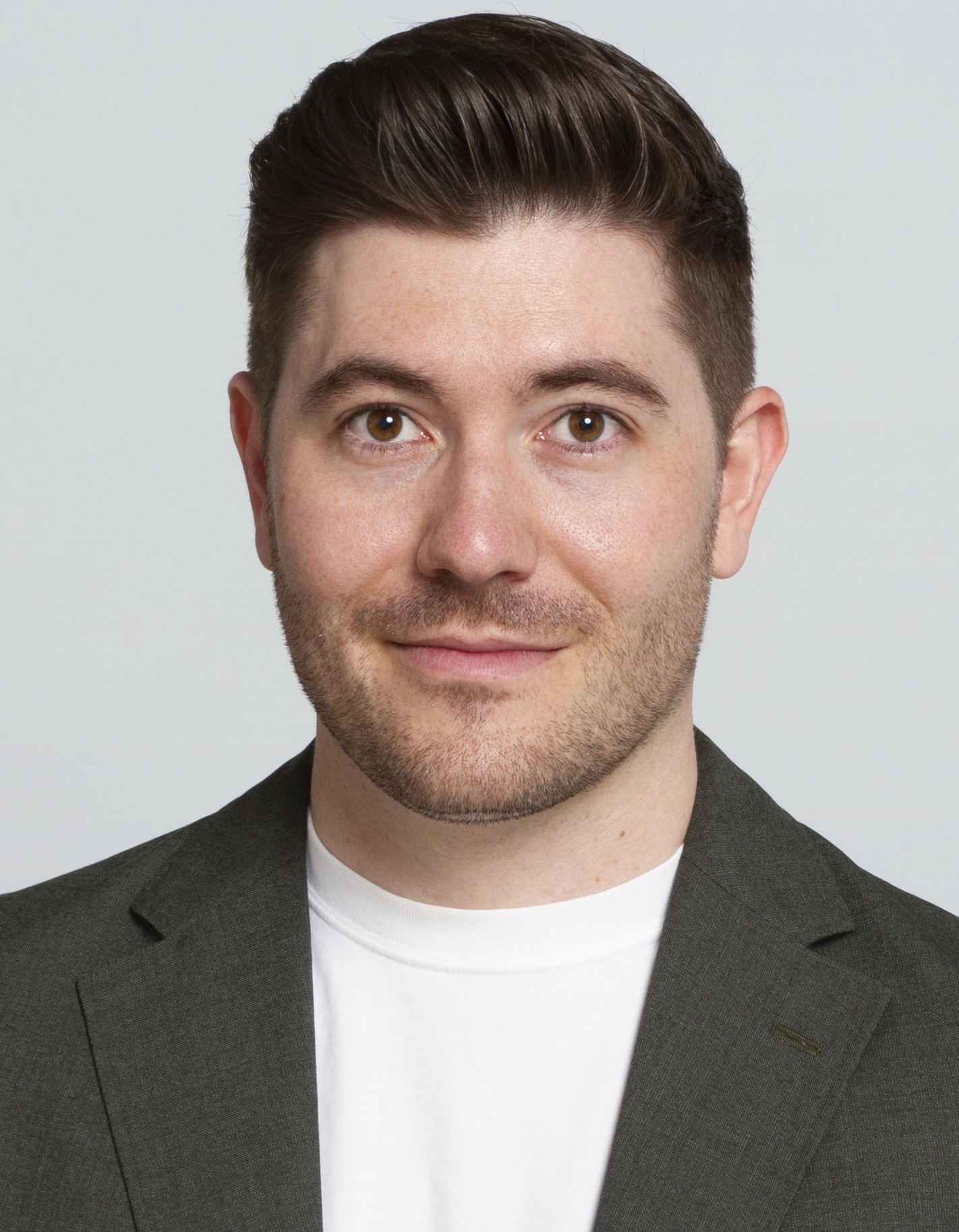
Grunde Almeland, 2021

Grunde Kreken Almeland (* 29. März 1991 in Bergen) ist ein norwegischer Politiker der sozialliberalen Venstre. Von 2018 bis 2020 war er Abgeordneter im Storting, seit 2021 ist er es erneut. Von Januar 2020 bis Oktober 2021 war er Staatssekretär.

## Leben
Almeland besuchte bis 2010 das Gymnasium in Øystese in der Kommune Kvam. Zwischen 2010 und 2011 arbeitete er als Rezeptionsmitarbeiter an einem Hotel, bevor er von 2011 bis 2012 die Wehrpflicht bei den Norwegischen Luftstreitkräften (Luftforsvaret) ableistete. Anschließend arbeitete er zwei Jahre weiter im Bereich des Militärs beim Vernepliktsrådet, einem Organ, das die höchste Repräsentation der norwegischen Wehrpflichtigen darstellt. Im Jahr 2014 begann er ein Masterstudium für Rechtswissenschaften an der Universität Oslo. Almeland war zudem in der Jugendorganisation Unge Venstre engagiert, so fungierte er von 2015 bis 2017 als deren stellvertretender Vorsitzender. In den Jahren 2016 bis 2018 arbeitete er in Teilzeit für die Kommune Oslo.
Almeland gelang es bei der Parlamentswahl 2017 nicht, direkt in das norwegische Nationalparlament Storting einzuziehen. Stattdessen wurde er sogenannter Vararepresentant, also Ersatzabgeordneter, im Wahlkreis Oslo. Als solcher kam er ab dem 17. Januar 2018 zum Einsatz, als er seinen Parteikollegen Ola Elvestuen zu vertreten begann. Dieser musste als Mitglied der Regierung sein Mandat im Storting ruhen lassen. Almelands Einsatz dauerte bis zum 24. Januar 2020 an. Er war zu dieser Zeit Mitglied im Familien- und Kulturausschuss.
Am 24. Januar 2020 wurde er zum Staatssekretär im Bildungsministerium ernannt. Als solcher war er zunächst unter Ministerin Trine Skei Grande tätig, bevor Guri Melby neue Bildungs- und Integrationsministerin wurde. Im Zeitraum zwischen März und Oktober 2020 war er zudem in einer 50-Prozent-Stellung unter Iselin Nybø Staatssekretär im Wirtschafts- und Fischereiministerium. Anschließend setzte er erneut in einer vollen Stelle im Bildungsministerium als Staatssekretär fort.
Bei der Wahl 2021 zog Almeland erstmals direkt in das Storting ein. Er übte zunächst bis zum Abtritt der Regierung Solberg am 14. Oktober 2021 zunächst weiter sein Amt als Staatssekretär. Entsprechend musste er zunächst sein Mandat noch ruhen lassen, bevor er es selbst übernehmen konnte. Almeland wurde anschließend Vorsitzender des Familien- und Kulturausschusses.

## Politische Positionen
Almeland sprach sich mehrfach für ein Verbot von Konversionstherapien aus und er setzte sich auch mit anderen innerhalb der Partei dafür ein, ein Verbot in das Parteiprogramm aufzunehmen. Er begründete seine Position unter anderem damit, dass ein Verbot Leben retten könne.